# Corporación Amdahl
La Corporación Amdahl es una compañía de tecnología sobre la información especializada en los PC IBM compatibles con mainframe. Fundada en 1970 en Estados Unidos por el doctor arquitecto computacional estadounidense Gene Amdahl, quien anteriormente era un empleado de IBM, la cual es una filial propiedad absoluta de Fujitsu desde el año de 1997.
La compañía está ubicada en Sunnyvale, California. Amdahl fue un importante proveedor de grandes ordenadores centrales, y más tarde del sistema corporativo Unix, el software y los servidores, subsistemas de almacenamiento de datos, productos de comunicaciones, software de desarrollo de aplicaciones y una variedad de servicios y de consultoría. En la década de los 70, cuando IBM había dominado la industria de mainframe, Amdahl creó las máquinas plug-compatible, mismas que podían ser utilizadas con el mismo hardware y software como oferta de IBM pero eran de mayor rentables.
Estas máquinas dieron Big Blue a cierta pequeña competencia que tenía en ese segmento de mercado un margen muy alto. Figurativamente, durante ese tiempo los clientes de IBM con experiencia gustaban hacer muecas tomando café Amdahl, visible en sus oficinas cuando los vendedores de IBM vinieron a visitar. Mientras ganaban el 8% de cuota de mercado en el ámbito de los negocios principales en todo el mundo, Amdahl ganó una posición de líder del mercado en algunas regiones, especialmente en Charlotte, Carolina del Norte. En la primera mitad de la década de los 90, Amdahl ganó la mayor parte de los grandes contratos para mainframe en las Carolinas.

## Orígenes de la Compañía

Logotipo de la compañía Amdahl

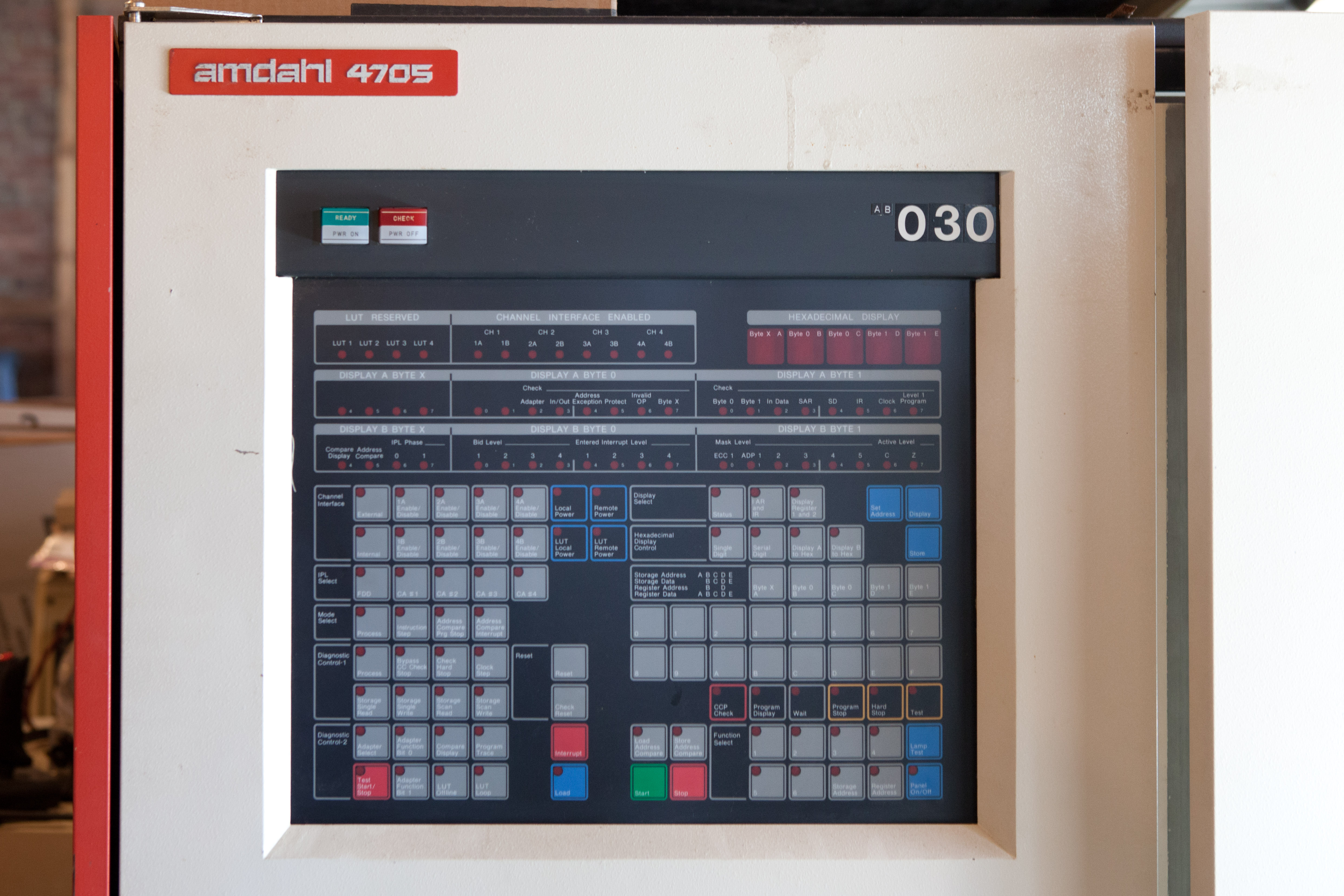
Panel frontal de un controlador de comunicaciones Amdahl

La corporación Amdahl lanzó Amdahl 47O/6, su primer producto lanzado en 1975. Competía directamente contra la alta gama de máquinas IBM de la entonces vigente familia del IBM System/370. Con el anuncio de la dirección dinámica de traducción (DAT) Amdahl presentó el 470v/6. Gene Amdahl de la IBM había codiseñado la innovadora arquitectura de 32 bits, un sistema de dirección de 24 bits, System/360 líneas de computadoras. Cuatro décadas más tarde, las aplicaciones escritas para el sistema 360 todavía pueden funcionar sin modificar en la actualidad los zSeries mainframes. En el momento de su introducción la 470/6 era menos costosa pero más rápida que las ofertas comparables de IBM.
Las primeras dos máquinas 470v/6 fueron entregadas a la NASA (número de serie 00001) y a la Universidad de Míchigan (número de serie 00002). Para el próximo cuarto de siglo Amdahl e IBM compiten agresivamente entre sí en el mercado de servidor de alta gama con Amdahl arrebatando hasta un 24% de cuota de mercado. Amdahl le debe parte de su éxito a los asentamientos antimonopolio entre IBM y el Departamento de Justicia de los Estados Unidos (o DOJ) lo que aseguró que los clientes de Amdahl podían licenciar software de los mainframe de IBM bajo condiciones razonables.
El Dr. Gene se comprometió a ampliar las capacidades de la computadora central monoprocesadora a finales de 1970 y principios de 1980. Ingenieros de Amdahl en colaboración con diseñadores de circuito Fujitsu desarrollaron diseños de un chip único refrigerados por aire de alta velocidad ECL (lógica de emisor acoplado) macrocircuitos empaquetados en un chip con un accesorio para disipar el calor (similar a las aletas disipadoras de calor de motores de motocicletas) montados directamente en la parte superior del chip. Esta tecnología patentada permitió a los mainframes de esta época, a diferencia de los sistemas de IBM, ser totalmente refrigerados por aire, sin necesidad de tuberías de agua fría.
En los sistemas 470 los chips se montan en una matriz de 6x7 en las tarjetas de múltiples capas, que en aquel entonces se montaban a continuación en forma de columnas verticales. Las tarjetas tenían ocho conectores que unían los cables micros coaxiales que interconectaban los componentes del sistema. Un plano posterior convencional no se utilizaba en las unidades centrales procesadoras. Las columnas de la tarjeta sostenían al menos tres tarjetas por lado. Cada columna tenía tres ventiladores grandes para mover la gran cantidad de aire, necesaria para enfriar los chips. En los sistemas 580, los chips se montan en una serie de placas multicapas 11x11 llamadas Carriers Multi chips (MCC) que se colocaron en un flujo de aire para la refrigeración.
Las MCC se montaron horizontalmente en un gran marco rectangular, las MCC se deslizaron en un complejo sistema de conexión física, y el procesador, paneles laterales interconectaban el sistema, proporcionando relojes de retardo de propagación que mantuvieron una operación libre y sincronizada, a velocidades medidas relativamente altas (15 18ns, ciclos de reloj base). Esta caja de procesador se enfrió por ventiladores de alta velocidad, que generaban flujos de aire horizontal a través de la MCC. Otros modelos de sistema monoprocesador Amdahl, incluyeron los modelos 470v / 5 / 7 y / 8. El primero enviado en 1980, el 470v/8, incorporó amortiguadores de alta velocidad amortiguadores caché de 64k para mejorar el rendimiento y la primera virtualización real basada en hardware, conocido como “Facilidad para el Dominio Múltiple”.
Amdahl también fue pionero en una característica de velocidad variable en los sistemas V5 y V7, que permitían al usuario, ejecutar el CPUs, con un nivel más alto de rendimiento, si era necesario el usuario era acusado por el número de horas de utilización.
Algunos en Amdahl pensaron que esta característica enojaría a los usuarios, pero se hizo muy popular, ya que la gestión podía controlar los gastos, sin dejar de tener velocidad disponible “after burner”, cuando fuera necesario. Siempre, el empresario Gene Amdahl, abandonó la compañía que fundó en 1980, pasando a fundar, dos compañías de nueva tecnología. Con la partida de Gene Amdahl, y la influencia creciente de Fujitsu.
Amdahl pasó repentinamente a un gran diseño de multiprocesador a mediados de los años 80, con los modelos 5870(procesador adjunto) y 5880 (procesador full). Amdahl bajo la dirección de Ton O’RourKe entró en el negocio de los periféricos IBM en procesadores front-end y almacenamiento y estos productos tuvieron mucho éxito durante varios años con el apoyo de Jack Lewis, ex CEO de Amdahl. La dependencia de un solo producto dentro del complejo empresarial de los mainframes y sus igualmente valiosos periféricos, predestino a la ruina la parte de hardware de la compañía cuando las fuerzas del mercado cambiaron los procesadores basados en Intel .Esto se había previsto, dando lugar a un creciente énfasis en software y servicios de consultoría.

## Salida del Mercado
La corporación Amdahl disfrutó quizás sus mejores ventas durante la transición de IBM a la tecnología CMOS en la primera mitad de la década de los años 90.Al principio los nuevos procesadores CMOS de mainframe de IBM, la primera IBM 9672 G3 y G4, no podían funcionar tan bien como la spare no expense de tecnología bipolar, dando Amdahl una ventaja temporal.
Sin embargo la estrategia CMOS de IBM dio sus frutos a largo plazo, permitiendo a la fábrica de IBM Poughkeepsie, producir mainframes aún más rápidamente a un costo más bajo que la tecnología madura .En aquel momento la IBM introdujo su avanzada serie Z 900 en 2000 de 64 bits, y eso fue todo para el negocio de hardware de Amdahl, que solo tenía 31 bits, dirigiéndose a los servidores Milenniun y Omniflex para vender. A finales del 2000, Fujitsu/Amdahl anunció que la compañía no tenía planes de invertir mil millones o más para crear un sistema de 64-bits compatible con IBM.
Históricamente no está claro si Fujitsu/Amdahl tomó la decisión correcta; A pesar de la competencia fuerte de otro servidor de plataformas, la z series de IBM, ha disfrutado de un resurgimiento debido a la amplia adopción de Linux y la transacción escalada volúmenes (en CICS;IMS;DB2 y otros subsistemas de mainframe), provocada por el crecimiento de los negocios electrónicos. Los ingresos de la z serie de IBM, en realidad están aumentando a pesar de la baja de los precios. A finales del 2005, IBM es el único fabricante de calidad de mainframes compatibles con IBM. Sin embargo, Fujitsu anuncio a finales del 2005 que EDS, vendería su línea de mainframes fuera de Japón. A diferencia de los modelos anteriores estos sistemas de Fujitsu no son compatibles con IBM y no se pueden ejecutar z/OS, deja los clientes preguntándose si Fujitsu dará el siguiente paso para volver a entrar en el mercado (en la actualidad cada vez mayor).
Amdahl también fracasó en su esfuerzo para introducir Software Object Star (inicialmente conocido como Huron) durante este periodo, aquel producto más tarde se convirtió en objeto de una gestión exitosa management buy out(MBO). Object Star fue adquirida posteriormente por el proveedor de software de integración de TIBCO en 2005.

## Opciones de los clientes Amdahl
Z/OS 1.5 es la última versión del sistema operativo insignia de IBM, sigue siendo capaz de correr en mainframes de 31 bits, incluyendo Amdahl y sistemas más viejos de IBM.  
La IBM dejó de apoyar de forma eficaz la z/OS 1.5 el 29 de marzo de 2007. En mayo del 2006 la IBM anunció que la próxima versión de z/VSE, Versión 4, requería un sistema de 64-bits, lo que indica el fin del apoyo de 31-bits para este sistema operativo. 
La z/TPF, que salió al mercado en diciembre del 2005, también requiere un sistema de 64 bits. Las distribuciones de Linux de 31 bits sobrevivirán mientras que la comunidad open source y los distribuidores tengan interés. Así, mientras que todavía hay un poco de vida potencial del hardware de Amdahl, la transición de sistemas de 64 bits es prácticamente completa. Algunas compañías y gobiernos todavía tenían los sistemas Amdahl realizando un trabajo útil a mediados del año 2006 y Fujitsu/Amdahl prometieron apoyo a esos usuarios con el reemplazo de piezas y otros servicios hasta el 31 de marzo de 2009. Podría decirse que IBM no tenía un modelo de reemplazo adecuado para muchos usuarios de Amdahl hasta la introducción de z series 890 en mayo del 2004. Las series anteriores z800 también se convirtieron en un sustituto atractivo para las máquinas Amdahl a finales del año 2005 ya que el precio típicamente usado cayó por debajo de $100.000 y siguió cayendo. El System z9BC introducido en mayo del 2006, incremento de nuevo el atractivo de IBM y el BC llevó los precios de z800 y z890 a una baja mayor. La introducción a finales del 2008 del  IBM System z10 BC una vez más hizo el equipo IBM más tentativo. De hecho, Fujitsu/Amdahl vende ahora modelos IBM mainframes de uso y ofrece servicios de máquinas IBM a clientes que emigran. (Esta migración es sencilla y comparable a la mejora de un modelo de IBM más reciente). Otras opciones, generalmente menos atractivas incluyen ejecutar sin apoyo la reescritura de aplicaciones o posiblemente la ejecución de aplicaciones bajo FLEX ES. FLEX es un conjunto de instrucciones de mainframe emulador que apoya ESA/390 y, en algunos casos los sistemas operativos z/Architecture y software. 
Los vestigios del proyecto Amdahal's ESA/390 emulation resucitaron con el nombre Platform Solutions Inc. utilizando capital de Intel, Hewlett-Packard, Microsoft y otros inversionistas mayores. Diseñaron una nueva línea de computadoras basadas en Itanium y un software para emular las máquinas con z/Architecture para que pudieran ejecutar los sistemas operativos z/Series.
Platform Solutions comenzó a enviar sus máquinas en el primer trimestre de 2007. Esta acción precipitó una demanda de IBM, citando la infracción de patentes y la insuficiencia de la ISP para negociar la licencia de z / Architecture, e IBM se negó a conceder licencias de sus sistemas operativos y software en las máquinas de la ISP. Soluciones de Plataforma respondieron que, por la venta de su software para la venta de su hardware, IBM estaba en violación de su acuerdo antimonopolio previa con el Departamento de Justicia de EE. UU. En julio de 2008, IBM adquirió PSI, y ambas compañías se redujo sus demandas contra las otras máquinas de la ISP ya no están disponibles.
Fujitsu continúa vendiendo sus modelos de mainframe "GlobalServer" (GS21) en el mercado interno japonés. Las máquinas GS21 son esencialmente ESA/390 (31-bit) procesadores del conjunto de instrucciones en gran medida basadas en tecnologías de Amdahl diseñados, pero sólo son compatibles con los sistemas de mercado domésticos de Fujitsu operativos: OSIV / MSP-EX y OSIV / XSP. MSP es muy similar a los clásicos IBM MVS / ESA, y XSP es más similar al clásico de IBM VSE / ESA. Hardware de mainframe Fujitsu GS21 correspondería más de cerca posible a finales de 1990 IBM G5 o  G6 mainframes en términos de su juego de instrucciones apoyo. Fujitsu ha declarado la compañía no tiene intención de conceder licencias o implementar Z / Arquitectura (64-bit). Hitachi sigue operando su negocio de mainframe japonés doméstico en forma similar.